# Ampm
ampm (ou "am/pm") é uma rede de franquias de lojas de conveniência dos Estados Unidos, fundada em 1978 pela Atlantic Richfield Company (ARCO). A marca ampm é propriedade da BP America, Inc., uma subsidiária da BP, que adquiriu a ARCO, em 2000.
No Brasil, as primeiras lojas começaram a ser instaladas em 1993, na rede de postos Atlantic. Nesse mesmo ano, a Ipiranga comprou as operações da Atlantic e ampm no país. Atualmente existem mais de 2.500 lojas ampm em postos de combustíveis operados pela Ipiranga no Brasil.

## História
A história  da rede começou em meados da década de 1970, quando a empresa petrolífera Atlantic Richfield Company, com origens no longínquo ano de 1866, vislumbrou a possibilidade de aumentar seu faturamento além das vendas de combustíveis e serviços prestados em seus postos de gasolina. Detectando um potencial crescimento no segmento de lojas de conveniência, a empresa estabeleceu em 1974 uma divisão para cuidar do desenvolvimento do novo negócio. Finalmente em 1978 foi inaugurada na região da grande Los Angeles, estado americano da Califórnia, a primeira loja da ampm (nome originado do funcionamento 24 horas por dia do estabelecimento) em um de seus postos de gasolina, se tornando pioneira na indústria petrolífera a operar lojas de conveniência. A loja oferecia aos clientes refrigerantes, cafés, cigarros, jornais, petiscos, doces, bebidas alcoólicas e comidas de rápido preparo.
No ano seguinte a rede começou a desenvolver novas unidades no sistema de franquia, crescendo rapidamente. Com uma receita de sucesso baseada na grande diversidade de produtos, bom atendimento e preços sempre competitivos, no final da década de 1970 já existiam mais de 246 lojas ampm operando na costa oeste americana em regime de franquia. A década de 1990 foi marcada pela expansão internacional da marca ampm, com inauguração de lojas em países como Japão, Canadá, México, Argentina, Tailândia e Reino Unido. No Brasil, as primeiras lojas da ampm foram implantadas em 1993, através de uma associação com a rede de postos da Atlantic, empresa comprada naquele mesmo ano pela Ipiranga. Hoje em dia, as lojas ampm no Brasil estão localizadas dentro dos postos da rede Ipiranga em todo território nacional, e se transformaram em “loja da vizinhança”, uma alternativa prática para aqueles que moram nos arredores dos estabelecimentos.
No ano de 2000, com a compra da ARCO pela gigante britânica BP, a marca ampm iniciou uma nova fase de desenvolvimento e grandes mudanças com reformulação e modernização das lojas, acréscimos nos produtos comercializados e, posteriormente, uma nova identidade visual. Até este momento a rede de lojas de conveniência operava unidades somente em estados do oeste americano como Califórnia, Nevada, Arizona, Washington e Oregon. Também foi desenvolvido um novo formato de loja chamado ampm express, com unidades menores que comercializavam uma quantidade de produtos mais limitada.
No final de 2007, a BP anunciou a expansão da marca para outros estados americanos, e iniciou no ano seguinte a conversão de várias lojas BP Connect em unidades ampm, aumentando significativamente o número de lojas da rede e ingressando em novos mercados estratégicos, como por exemplo, nos estados da Flórida (Orlando), Geórgia, Indiana (Indianápolis), Ohio (Cleveland), Pensilvânia (Pittsburgh) e Illinois (Chicago). Com isso, a ampm começou a se tornar uma marca nacional. O enorme sucesso da marca ampm, especialmente no mercado americano é creditado, em boa parte, a duas linhas de produto: maior linha de fast food (comidas rápidas) própria do segmento e a Thirst Oasis, uma estação que oferece uma extensa linha de refrigerantes, chás e bebidas energéticas com mais de 24 sabores diferentes.
Nos últimos anos, no Brasil, a rede vem investindo em diferentes conceitos de lojas. Como por exemplo, em 2015, quando passou a atender as necessidades de compra e abastecimento do bairro, atraindo e fidelizando um novo público (consumidores do bairro) aumentando também a relevância para o público atual (passagem). Com uma oferta abrangente de produtos e serviços, a nova ampm mostra-se atenta à tendência crescente de busca por lojas de bairro, atuando como um verdadeiro minimercado. O novo conceito de loja oferece padaria (pães, baguetes, bolos, broas, salgados, croissants e sobremesas), lanches (sanduíches e pizzas), mercearia (itens de higiene e beleza, mercearia, limpeza, cuidados para a casa, matinais, laticínios bebidas e até flores), horta (frutas, legumes e verduras), beer cave (mais de 100 rótulos de cervejas) e Extrafarma (farmácia). Em 2016, a marca lançou o ampm Estação, um novo projeto de loja, geralmente localizado em rodovias, que oferece restaurante, pizzaria, sanduicheria, cafeteira, padaria e conveniência em um só lugar. A ampm também oferece uma gama de produtos com marca própria como bebidas, sanduíches, pizzas, biscoitos, salgadinhos, sobremesas e outros.

## Presença internacional
Atualmente a ampm possui mais de 3.500 lojas em 8 países ao redor do mundo, por onde passam todos os meses 24 milhões de consumidores. Somente nos Estados Unidos a rede possui mais de 980 unidades (localizadas nos estados do Arizona, Califórnia, Nevada, Oregon e Washington), e no Brasil mais de 2.500 lojas (instaladas dentro dos postos da rede Ipiranga) distribuídas por 21 estados brasileiros que atendem mais de 6 milhões de pessoas mensalmente. No Brasil, mais de 500 unidades possuem padaria (que vendem mais de 28 milhões de pão francês todos os anos).